# Maecky Ngombo
Maecky Fred Ngombo Sansoni (* 31. März 1995 in Lüttich) ist ein belgisch-kongolesischer Fußballspieler.

## Verein
Ngombo, Sohn von Alfred Léonard Biselenge und dessen Ehefrau Monique, die aus dem Kongo nach Belgien kamen, begann das Fußballspiel mit seinem sieben Jahre älteren Bruder und dessen Freunden in Herstal bei Lüttich auf der Straße. Nach Stationen bei Jugendmannschaften von FC Herstal und Standard Lüttich (2008–2014) sowie der zweiten und ersten Mannschaft von Roda Kerkrade (2015–2016) unterschrieb Ngombo Ende Juni 2016 einen bis Sommer 2018 laufenden Vertrag bei Fortuna Düsseldorf. In der Eredivisie, wo er am 20. Dezember 2015 gegen Willem II Tilburg debütierte, erzielte er in 17 Spielen vier Tore. Für die Fortunen spielt er mit der Rückennummer 22 im Sturm. In der Hinrunde der Zweitligasaison 2016/17 kam Ngombo nur auf sechs Kurzeinsätze, daraufhin wurde er im Januar 2017 bis Saisonende an den englischen Drittligisten Milton Keynes Dons ausgeliehen, nach seiner Rückkehr wurde der Vertrag am 31. August 2017 aufgelöst. Es folgten weiter Stationen bei Roda Kerkrade, dem SSC Bari, Ascoli Calcio, Go Ahead Eagles Deventer, CR Belouizdad, FC Botoșani und KFC Houtvenne. Beim italienischen Drittligisten ACR Messina war seine bislang letzte Anstellung wenig erfolgreich.

## Nationalmannschaft
Am 23. März 2016 gab Ngombo sein Debüt als Spieler der belgischen U21-Nationalmannschaft bei einem EM-Qualifikationsspiel in Moldawien (2:0). Dort wurde er in der 78. Minute für Samuel Bastien eingewechselt.